# Liegi-Bastogne-Liegi 1989
La Liegi-Bastogne-Liegi 1989, settantacinquesima edizione della corsa, valida come quarta prova della Coppa del mondo di ciclismo su strada 1989, fu disputata il 16 aprile 1989 per un percorso di 268 km. Fu vinta dall'irlandese Sean Kelly, al traguardo in 7h23'40" alla media di 36,243 km/h.
Dei 188 ciclisti alla partenza furono in 118 a portare a termine la gara.

## Ordine d'arrivo (Top 10)
| Pos. | Corridore        | Squadra   | Tempo    |
| ---- | ---------------- | --------- | -------- |
| 1    | Sean Kelly       | PDM       | 7h23'40" |
| 2    | Fabrice Philipot | Toshiba   | s.t.     |
| 3    | Phil Anderson    | TVM-Yoko  | s.t.     |
| 4    | Pedro Delgado    | Reynolds  | s.t.     |
| 5    | Sammie Moreels   | Lotto     | s.t.     |
| 6    | Steven Rooks     | PDM       | s.t.     |
| 7    | Laurent Fignon   | Super U   | s.t.     |
| 8    | Eric Van Lancker | Panasonic | s.t.     |
| 9    | Bruno Cornillet  | Z-Peugeot | s.t.     |
| 10   | Miguel Indurain  | Reynolds  | s.t.     |